# Dret d'ús i dret d'habitació
El dret d'ús i el dret d'habitació són dos drets reals de característiques comunes. Tot i que acostumen a regular-se conjuntament, constituixen drets diferents. Ambdós són drets personalíssims, intransferibles i que s'otorguen per raó de la persona.

## Dret d'ús
És dret d'ús aquell dret real que legitima per tenir i utilitzar una cosa o bé aliè d'acord amb les necessitats de l'usuari i, en el seu cas, de la seva família. El dret d'ús pot constituir-se sobre qualsevol classe de bé susceptible d'ús que poden ser mobles o immobles. Poden ser titulars del dret d'ús tant la persona física com la persona jurídica. És un dret personalíssim que no podrà ser alienat ni arrendat.

## Dret d'habitació
El dret d'habitació és aquell dret real que atorga al seu titular el dret a ocupar en un immoble la part necessària per a ell i la seva famìlia amb el fi de satisfer la seva necessitat d'habitar. Només poden ser titulars del dret d'habitació les persones físiques i tampoc pot ser alienat ni arrendat. És regulat en el Llibre cinquè, Títol VI, Capítol II del Codi Civil de Catalunya.